# 누리엘 루비니
누리엘 루비니(영어: Nouriel Roubini, 1959년 3월 29일 ~ )는 미국의 경제학자이자, 2011년 기준으로 뉴욕대학교 교수이다.

## 생애
1959년 터키 이스탄불에서 태어났다. 2살 때 가족들이 이란의 테헤란으로 이사를 갔고, 그 후 이스라엘에서 살았다. 1962년부터 1983년까지 이탈리아에서 거주하였는데, 이 당시 밀라노에 있는 보코니 대학에 다녔다.
이후 미국으로 이주하여 1988년 하버드 대학에서 국제 경제학 박사학위를 받았다. 미국 시민권자이며 영어, 페르시아어, 이탈리아어, 헤브루어를 구사한다. 2011년 기준으로, 독신으로 뉴욕 맨하탄에 거주중이다.

## 경력
1990년대에 예일대와 뉴욕에서 경제연구와 경제정책을 강의하였고, 또한 국제 통화 기금, 연방 준비 제도, 세계은행 그리고 이스라엘 은행에서도 근무했다. 2011년 기준으로 뉴욕 대학교 스턴 비즈니스 스쿨의 교수로 재직 중이다. 특히 아시아와 남미와 같은 신흥시장에서의 과열양상에 대한 연구를 하는데 많은 시간을 보냈다.

## 경제예측

### 세계 경제

#### 2011년
루비니와 정치학자인 이안 브레머는 21세기의 세계를 '정치경제적으로 해체되고 있다'고 묘사하였는데, 급속도로 빠른 변화를 따라잡기 위해서 '세계를 움직이는 동력을 이해하는 데 사용되었던 기존 모델들이 힘겹게 사투를 벌이고 있다'고 하였다. 포린 어페어즈 잡지의 기사에서 'G-0 세계'라는 표현을 사용했는데, 미국이 더 이상 세계의 공공재를 제공하는 최우선의 공급자가 될 능력이 없다고 설명했다. 이러한 연유로 국가간 협력에 있어서 더많은 충돌이 일어날 것이며, 한쪽의 승리가 다른 한쪽의 패배가 되는 '제로섬 게임'이 일어난다라고 말했다. 그 이유에 대해서는 다음과 같이 설명하고 있다.
"유럽은 유로존을 지켜내기에 급급하다. 일본은 국내의 정치경제적으로 복잡한 문제를 해결하는 데에도 힘겹다. 국제적으로 힘든 문제들을 해결할 시간, 자원, 정치적 역량을 가진 국가들이 없다. 반면 브라질, 중국, 인도와 같은 신흥강국의 직접적인 개입없이는 국가들간 경쟁에 대한 신뢰할 만한 해답도 없다. 이 신흥강국들은 자국의 발전에 관심이 많지만, 국외의 문제에는 무관심하다."
"우리는 현재 'G-제로 세계'에 살고 있는데, 국제문제를 풀어갈 정치경제적 능력이나 의지가 있는 단 하나의 국가 혹은 단일 경제블록이 존재하지 않는다. 이로 인해 국제 거시경제적 협력이나, 금융 규제 개혁, 무역 정책, 기후변화과 같이 무척이나 중요한 국제적 사안을 해결하는 데 있어서 국가간 갈등은 심화될 수 밖에 없다. 세계 경제를 해결할 새로운 해법은 요원하기에, 이러한 상황에서 기업들은 현금을 비축하면서 현재의 정치경제적 불확실성이 지나가기만을 기다리고 있다. 기업들 중 상당수가 이러한 기다림이 길어질 것이라고 예상하고 있다.

## 이력
- 미국 뉴욕대학교 스턴스쿨 교수
- 국제통화기금(IMF) 학술자문위원회 자문위원
- 연방준비제도이사회(FRB) 이코노미스트
- 이스라엘은행 연구원
- 미국 백악관경제자문위원회 자문위원
- 미국 재무부 이코노미스트
- 세계은행(WB) 이코노미스트
- 국제통화기금(IMF) 이코노미스트
- REG모니터 회장

## 참조
1. ↑  해외석학에게 듣는다 - 누리엘 루비니 뉴욕대 경영대학원 교수[깨진 링크(과거 내용 찾기)] 《서울경제》, 2006년 1월 1일